# Benson & Hedges

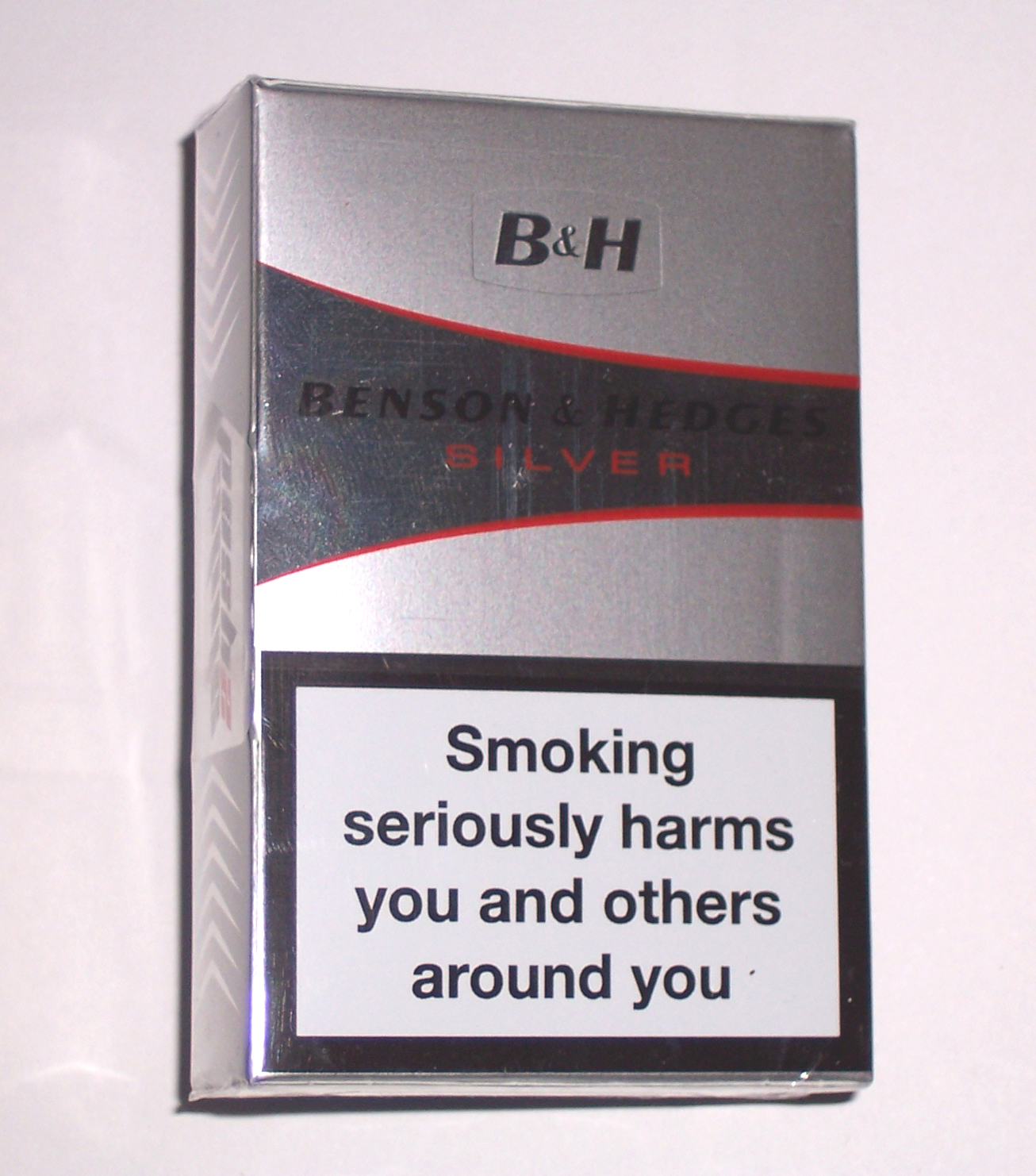
Krabička cigaret B&H Silver

Benson & Hedges je britská značka cigaret ve vlastnictví společnosti Japan Tobacco International. Vyrábí se v Lisnafillen, Ballymena, Severním Irsku a Velké Británii. B&H cigarety jsou vyráběny z viržínského tabáku.

## Druhy prodávané v Česku
1. Benson & Hedges Black Slide (černá krabička, nejsilnější) Jedna cigareta obsahuje - Dehet: 10mg Nikotin: 0,8mg Oxid uhelnatý: 10mg
2. Benson & Hedges Silver Slide (šedá krabička, středně silné) Jedna cigareta obsahuje - Dehet: 7mg Nikotin: 0,6mg Oxid uhelnatý: 9mg
3. Benson & Hedges White Slide (bílá krabička, slabé) Jedna cigareta obsahuje - Dehet: 4mg Nikotin: 0,3mg Oxid uhelnatý: 5mg
4. Benson & Hedges Gold (zlatá krabička, jiná chuť než u Slide variant) - V Českých trafikách na tuto variantu narazíte zřídka, ale dovážejí se k nám. Jedna cigareta obsahuje - Dehet: 10mg Nikotin: 0,9mg Oxid uhelnatý: 10mg. Cigarety Gold jsou dražší než všechny ostatní druhy (2017 - 103 Kč) a oblibu v nich nalezl nejznámější český kuřák Jiří Bartoška.
5. Benson & Hedges Dual (stříbrná krabička, možnost změny chuti zmáčknutím uprostřed filtru) Jedna cigareta obsahuje - Dehet: 7mg Nikotin: 0,5mg Oxid uhelnatý: 7mg

## Historie
Cigarety Benson & Hedges byly založeny v roce 1873, založili je Richard Benson a William Hedges jako Benson and Hedges sro. Značka Benson & Hedges byla původně vytvořena pro Prince z Walesu v roce 1873 a je součástí hrdého britského dědictví. V Česku se prodávají od roku 1963. V roce 2009 změnili zcela design krabičky (viz design krabičky). V září 2010 se v ČR prodává varianta Benson & Hedges White Slide, které jsou nejslabší z B&H cigaret a naopak Benson & Hedges Black Slide jsou nejsilnější.

## Charakteristika cigarety
Cigarety Benson & Hedges mají jeden klasický filtr bez uhlíkového či trojitého filtru. Papírek samotný má u všech druhů cigaret Benson & Hedges bílou barvu, papírek u filtru je oranžový. U druhu Dual je papírek u filtru světle šedý. Kousek nad filtrem je logo s nápisem B&H, pod ním je také nápis Black/Silver/White/Dual - podle druhu cigarety.

## Design krabiček
Krabičky bývaly v ČR naprosto jedinečné a originální, lišily se totiž otevíráním krabičky z boku stylem slide. Dnes již svým vzhledem z řady nevybočují.